# Движение стран третьего мира против эксплуатации женщин
Движение стран третьего мира против эксплуатации женщин (англ. Third World Movement Against the Exploitation of Women, TW-MAE-W) — неправительственная женская организация на Филиппинах.
Движение основано 10 декабря 1980 года христианской активисткой Мэри Соледад Перпинан (англ. Mary Soledad Perpinan).

## Цели
Движение ставит своей целью освобождение женщин от всех видов угнетения и эксплуатации по признаку пола, расы или класса. На Филиппинах организация оказывает прямые услуги жертвам инцеста, изнасилования и сексуальной торговли.

## История
Движение основано в День прав человека, 10 декабря 1980 года, под руководством Мэри Соледад Перпинан. К 1981 году движение провело демонстрации в столицах Юго-Восточной Азии. Движение возглавило протест против японских секс-туров в День прав человека, 10 декабря 1980 года, в день своего основания. Программа получила широкое распространение после того, как Университет Ла Саль предложил стипендию для обучения работе на компьютере дочери менеджера и двум девушкам публичного дома. Движение создало семь центров социального обслуживания и три дома для временного пребывания на Филиппинах, которыми управляют 35 сотрудников-женщин. В приюте «Бетани» в Кесон-Сити, Манила, проживают 10–20 женщин.
В 2007 году движение провело семинар по борьбе с торговлей людьми.

## Деятельность
Мероприятия движения ориентированы на детей и женщин, переживших сексуальное насилие и эксплуатацию. Они предлагают жертвам посетить центры помощи, приюты и временные дома для пребывания.
Движение участвует в деятельности Управления Верховного комиссара ООН по правам человека.

## Проекты по обеспечению средств к существованию
Движение организовало изготовление и продажу дамских сумок с благотворительными целями. Другие проекты, приносящие доход, включают пчеловодство, изготовление свечей, общественное питание и массаж.

## Центры социальной помощи Белен
Центры приема были открыты в Пасай, Кесон-Сити, Батангас-Сити, Субике, Себу-Сити, Генерал-Сантосе и Анхелес-Сити. Здесь женщины и дети, ставшие жертвами сексуального рабства, получают поддержку со стороны обученного персонала и полевых работников.